# Nacka landsfiskalsdistrikt
Nacka landsfiskalsdistrikt var 1918–1964 ett landsfiskalsdistrikt i Stockholms län, bildat när Sveriges indelning i landsfiskalsdistrikt trädde i kraft den 1 januari 1918, enligt beslut den 7 september 1917. Den 1 januari 1965 avskaffades i Sverige samtliga landsfiskaler och landsfiskalsdistrikt, och deras arbetsuppgifter delades upp på de nyskapade indelningarna polisdistrikt, åklagardistrikt och kronofogdedistrikt.
Den 1 juli 1950 (enligt beslut den 19 december 1947) fick landsfiskalsdistriktet två anställda landsfiskaler: den ena som polischef och allmän åklagare, och den andra som utmätningsman. Polischefen-åklagaren skulle vara förman för den andre landsfiskalen.
Landsfiskalsdistriktet låg under länsstyrelsen i Stockholms län.

## Ingående områden
1 januari 1949 ombildades Nacka landskommun till Nacka stad. 1 januari 1950 upphörde distriktsåklagartjänsten i Saltsjöbadens köping, och från och med nämnda datum tillhörde köpingen i alla hänseenden landsfiskalsdistriktet. När Sveriges nya indelning i landsfiskalsdistrikt trädde i kraft den 1 januari 1952 (enligt kungörelsen 1 juni 1951) ändrades distriktets omfattning.

### Från 1918
Svartlösa härad:
- Nacka landskommun
- Saltsjöbadens köping

### Från 1 oktober 1941
Svartlösa härad:
- Nacka landskommun
- Saltsjöbadens köping (köpingen hade en särskild utmätningsman och åklagare, som också var polischef)[6]

### Från 1949
- Nacka stad

Svartlösa härad:
- Saltsjöbadens köping (köpingen hade en särskild utmätningsman och åklagare, som också var polischef)[6]

### Från 1950
- Nacka stad

Svartlösa härad:
- Saltsjöbadens köping

### Från 1 januari 1952
- Nacka stad
- Saltsjöbadens köping